# Bőny
Bőny is een plaats (község) en gemeente in het Hongaarse comitaat Győr-Moson-Sopron. Bőny telt 2230 inwoners (2001).